# Mar Negro
(bg) Черно море
(uk) Чорне море
(ro) Marea Neagră
(tr) Karadeniz
(ka) შავი ზღვა
(ab) Амшын Еиқәа
(grc) Εὔξενος Πόντος
(el) Μαύρη Θάλασσα
(la) Pontus Euxinus
(ru) Чёрное море
O mar Negro visto por satélite,
com a península da Crimeia e o
mar de Azov ao norte
(imagem NASA).
O mar Negro, originalmente chamado Ponto Euxino, é um mar interior situado entre a Europa, a Anatólia e o Cáucaso, ligado ao oceano Atlântico através dos mares Mediterrâneo e Egeu e por diversos estreitos. O Bósforo o liga ao mar de Mármara, e o estreito de Dardanelos o conecta à região do Egeu. Estas águas separam o Leste da Europa da Ásia ocidental. O mar Negro também liga o mar de Azov ao estreito de Kerch.
O mar Negro tem uma área de 436 400 quilômetros quadrados, uma profundidade máxima de 2 206 metros, e um volume de 547 000 quilômetros cúbicos. Forma-se numa depressão elíptica de orientação leste-oeste, situada entre a Bulgária, a Geórgia, a Romênia, a Rússia, a Turquia e a Ucrânia. País parcialmente reconhecido: Abecásia. e é limitado pelos montes Pônticos, ao sul, e pelo Cáucaso a leste. Sua maior extensão leste-oeste é de cerca de 1 175 km.
A origem do Mar Negro é tema de debates entre diversos especialistas. Há indícios de que já experimentou recuos e avanços ao longo das eras geológicas, particularmente em épocas mais recentes durante a Era do gelo. Há uma teoria sobre um Dilúvio do Mar Negro, que pode ser a origem das crenças sobre um dilúvio divino e a dispersão dos Indo-europeus da região.
O mar Negro apresenta um balanço hídrico positivo, que resulta num fluxo de 300 km³ de água por ano através dos estreitos do Bósforo e de Dardanelos para o mar Egeu, parte do Mediterrâneo. As águas mediterrâneas fluem para dentro do mar Negro como parte de um deslocamento hídrico de duas mãos; a água do mar Negro é mais fria e menos salgada e, portanto flutua sobre as águas mais quentes e salgadas que vêm do Mediterrâneo. O mar Negro também recebe água doce dos diversos sistemas fluviais da Eurásia situados ao seu norte, dos quais o Don, o Dnieper e o Danúbio são os mais significantes.[carece de fontes?]
O nome "mar negro" se dá devido à presença de grande quantidade de sais minerais que dão uma coloração escura. Foi conhecido pelos gregos como Ponto Euxino, e pelos turcos e turcomanos como Karadeniz.

## Cidades importantes
Entre as cidades importantes situadas em sua costa estão, em ordem alfabética, com suas respectivas populações entre parênteses:
- Batumi (121 806)
- Burgas (229 250)

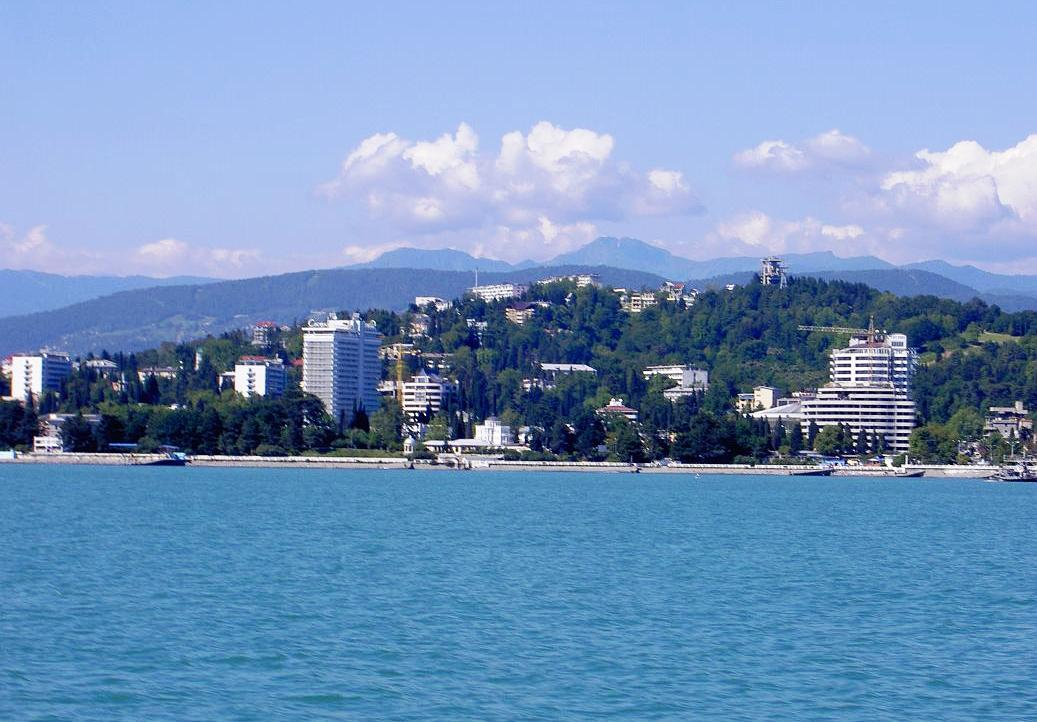
Sochi, vista do mar Negro

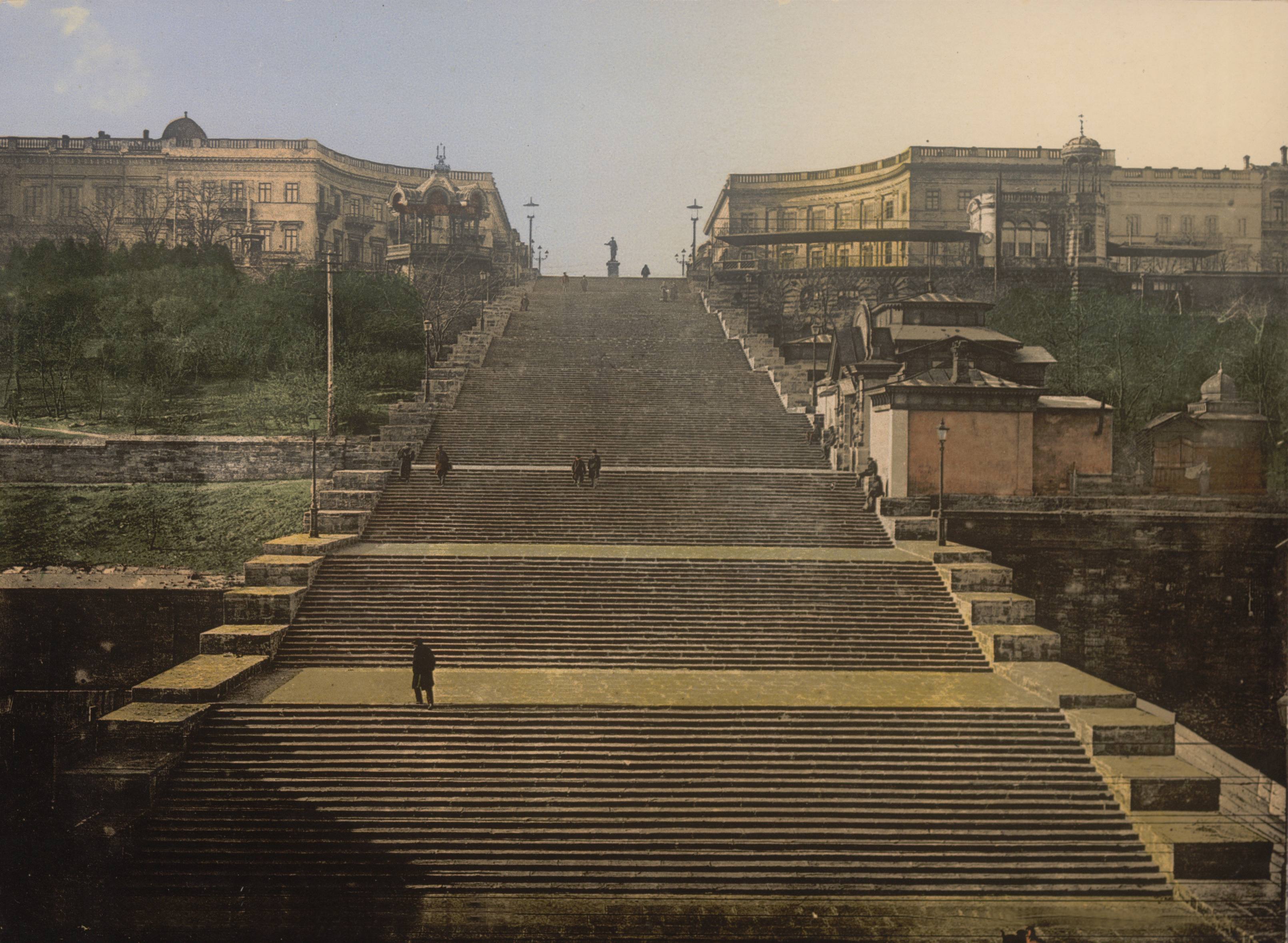
Odessa - A escadaria de Potemkin (construída em 1837–1841), famosa pelo filme O encouraçado Potemkin (1925), de Sergei Eisenstein

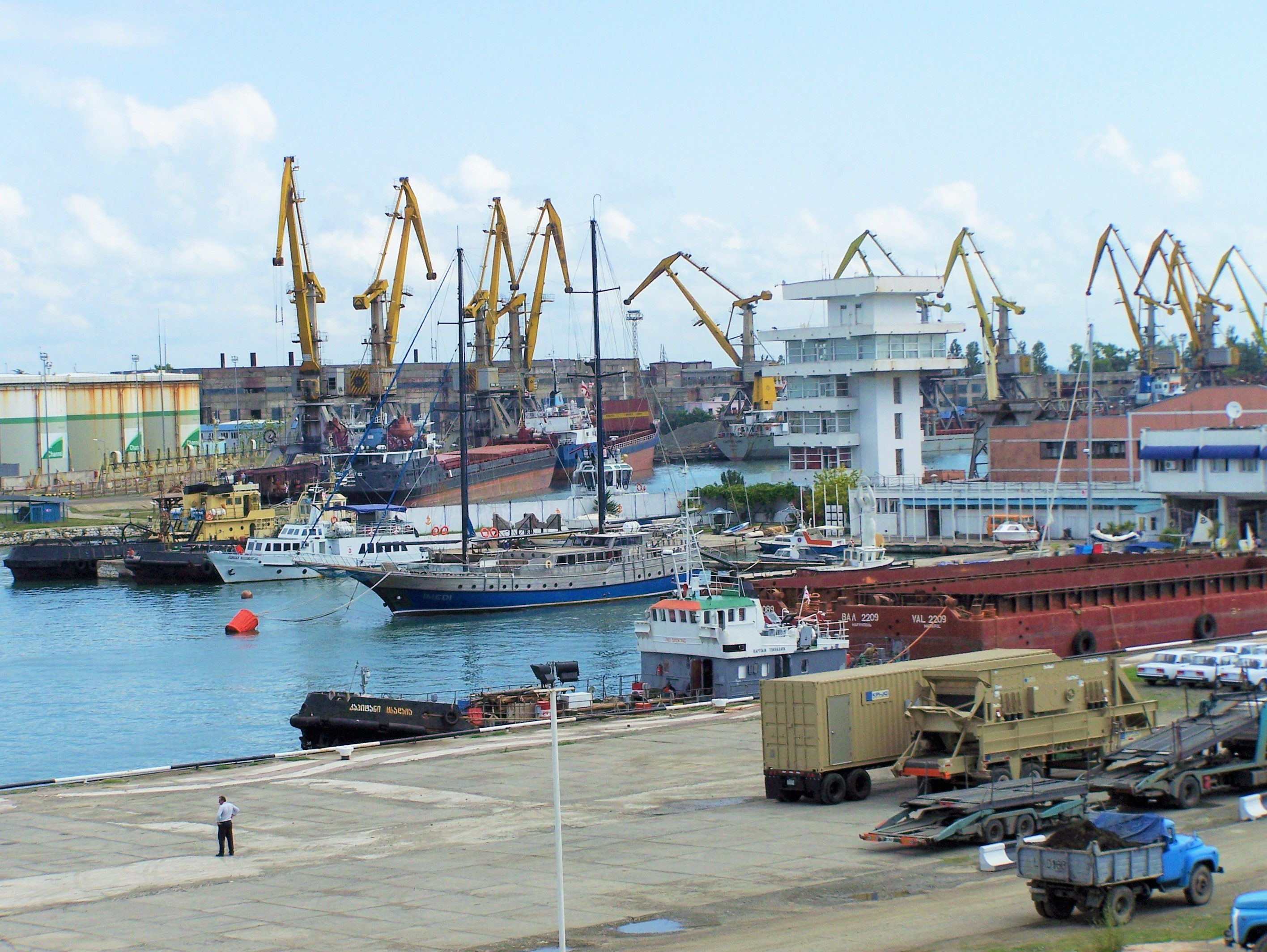
O porto de Poti, Geórgia

- Constância (306 000, com uma área metropolitana de 550 000)
- Giresun (90 034)
- Istambul (11 372 613)
- Kerch (158 165)
- Quérson (358 000)
- Mangalia (41 153)
- Năvodari (34 669)
- Novorossiysk (281 400)
- Odessa (1 001 000)
- Ordu (190 143)
- Poti (47 149)
- Rize (91 901)
- Samsun (439 000)
- Sevastopol (379 200)
- Sochi (328 809)
- Sucumi/Sucum (43 700)
- Trebizonda (275 137)
- Varna (357 752)
- Yalta (80 552)
- Zonguldak (104 276).

## Ecologia
O mar Negro sustenta um ecossistema marinho ativo e dinâmico, dominado por espécies adaptadas a condições salobras e nutritivas. Como em todas as cadeias alimentares marinhas, o mar apresenta uma série de níveis tróficos, com algas autotróficas, incluindo diatomáceas e dinoflagelados, atuando como produtores primários. Os sistemas fluviais que partem da Eurásia e Europa Central introduzem grandes volumes de sedimentos e nutrientes dissolvidos no mar Negro, mas a distribuição desses nutrientes é controlada pelo grau de estratificação fisioquímico, que é, por sua vez, definido pelo desenvolvimento fisiográfico sazonal.
Durante o inverno, fortes ventos promovem inversões e afloramentos de nutrientes, enquanto as altas temperaturas do verão resultam em uma estratificação vertical marcante e uma rasa camada quente dissolvida. O comprimento do dia e a intensidade de insolação, também controlam a extensão da zona fótica. A produtividade na subsuperfície é limitada pela disponibilidade de nutrientes, e as águas profundas anóxicas agem como um dissipador para o nitrato reduzido, em forma de amônia. A zona bêntica também exerce um importante papel no ciclo de nutrientes do mar Negro, enquanto organismos quimiossintetizantes e vias geoquímicas anóxicas reciclam nutrientes que podem chegar à zona fótica, aumentando a produtividade.